# Biltelefon
 Ikke at forveksle med Mobiltelefon.
En biltelefon er en telefon, som er fast indbygget i en bil.

## Juridisk
Siden den 1. juli 1998 har det i Danmark været forbudt for føreren at benytte håndholdt mobiltelefon under kørslen.

## I dag
I dag er biltelefonen ofte integreret i bilens navigationssystem. Fastmonterede apparater er dermed ved at blive udkonkurreret af smartphones, tablets og andre bærbare enheder. Nødopkald ledsages af bilens GPS-position.